# Orciano Pisano
Orciano Pisano – miejscowość i gmina we Włoszech, w regionie Toskania, w prowincji Piza.
Według danych na rok 2004 gminę zamieszkiwało 628 osób, 57,1 os./km².